# Novarupta
Novarupta (ruso: Вулкан Новарупта, literalmente "nueva erupción") es un nuevo volcán que se formó en 1912, y que está situado en la península de Alaska en el Parque nacional y Reserva Katmai, aproximadamente a 470 km al suroeste de Anchorage. La erupción del Novarupta de 1912 fue la erupción volcánica más grande del siglo XX, 
igualada por la erupción del Volcán Quizapú en 1932 , la del Volcán Santa María en 1902 y la del Monte Pinatubo en 1991 con ÍEV 6.

## Erupción de 1912

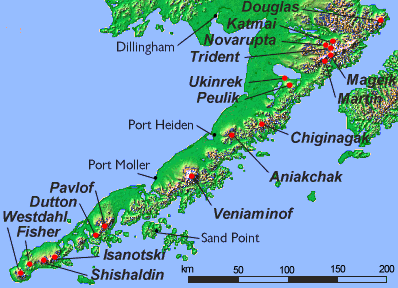
Mapa mostrando los volcanes de Alaska.

La erupción volcánica que formó el Novarupta se produjo del 6 al 8 de junio de 1912, y fue una de las erupciones más grandes del siglo XX. La erupción fue clasificada como IEV-6 en el Índice de Explosividad Volcánica, duró 60 horas y expulsó 13-15 km³ de magma, 30 veces más que la erupción del monte Santa Helena de 1980. El magma erupcionado resultó en más de 17 km³ de caídas de ceniza toba y aproximadamente 11 km³ de flujos de ceniza. Durante el siglo XX, solo la erupción del monte Pinatubo de 1991 en Filipinas fue de una magnitud comparable, expulsando 11 km³ de tephra.
En el siglo XIX se produjeron al menos dos erupciones más grandes: la erupción de 1815 del Tambora en Indonesia (expulsando 150 km³ de tefra) y la erupción de 1883 del Krakatoa en Indonesia (20 km³ of tephra).
La erupción de un volumen tan grande de magma por debajo del área del monte Katmai dio lugar a la formación de un ventiladero en forma de embudo, con un diámetro de 2 km, y el colapso de la cumbre del monte Katmai para crear una caldera con una profundidad de 600 m,  y un diámetro de 3 a 4 km.
La erupción terminó con la extrusión de un domo de lava que tapó la chimenea. El domo de lava de 90 m de altura y 360 m de ancho, y la caldera creada por la erupción, forman lo que hoy se conoce como Novarupta.
A pesar de la magnitud de la erupción, no se registraron muertes directos.

## Valle de las diez mil fumarolas

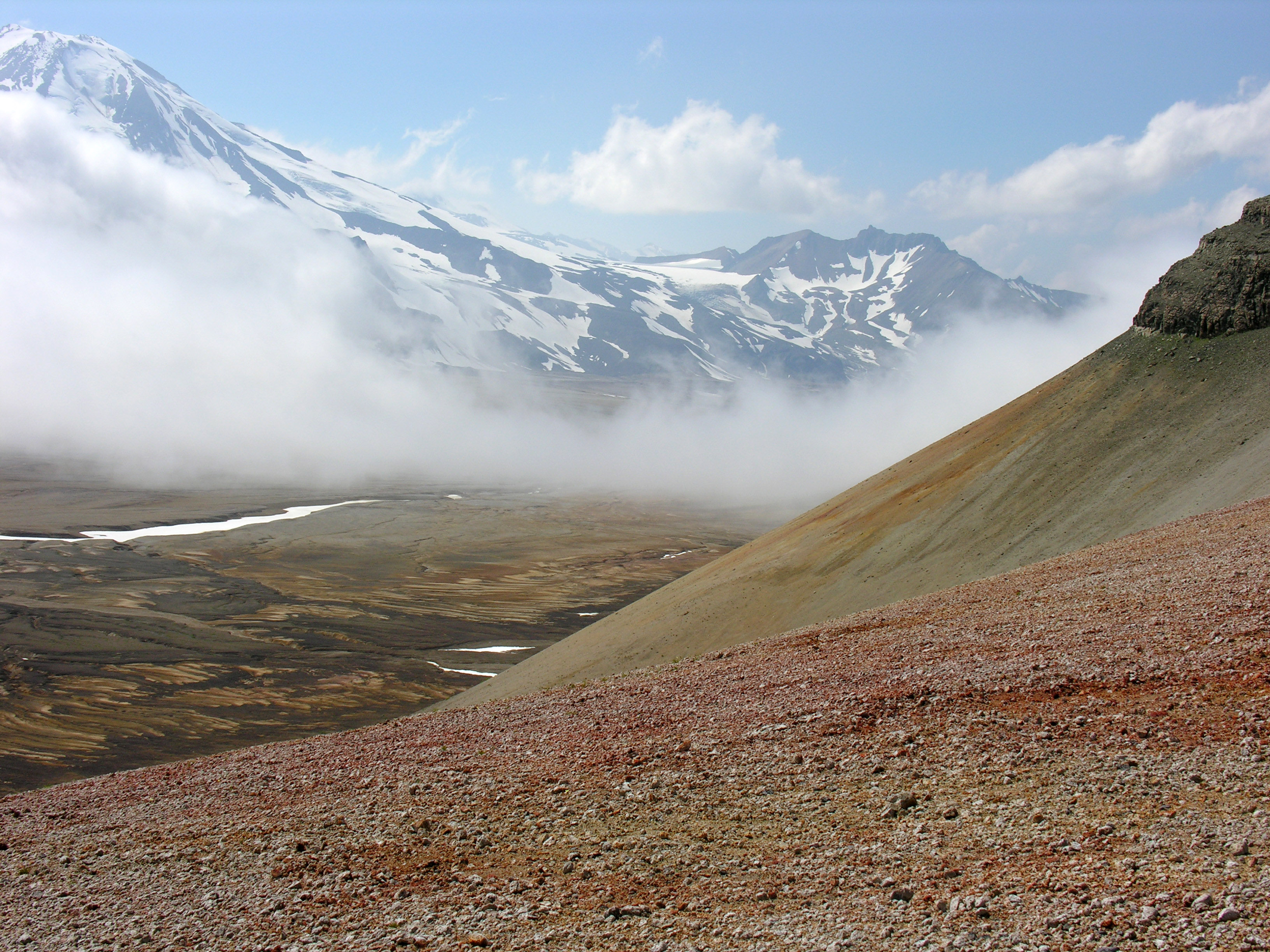
Ceniza colorida en el Valle de las diez mil fumarolas.

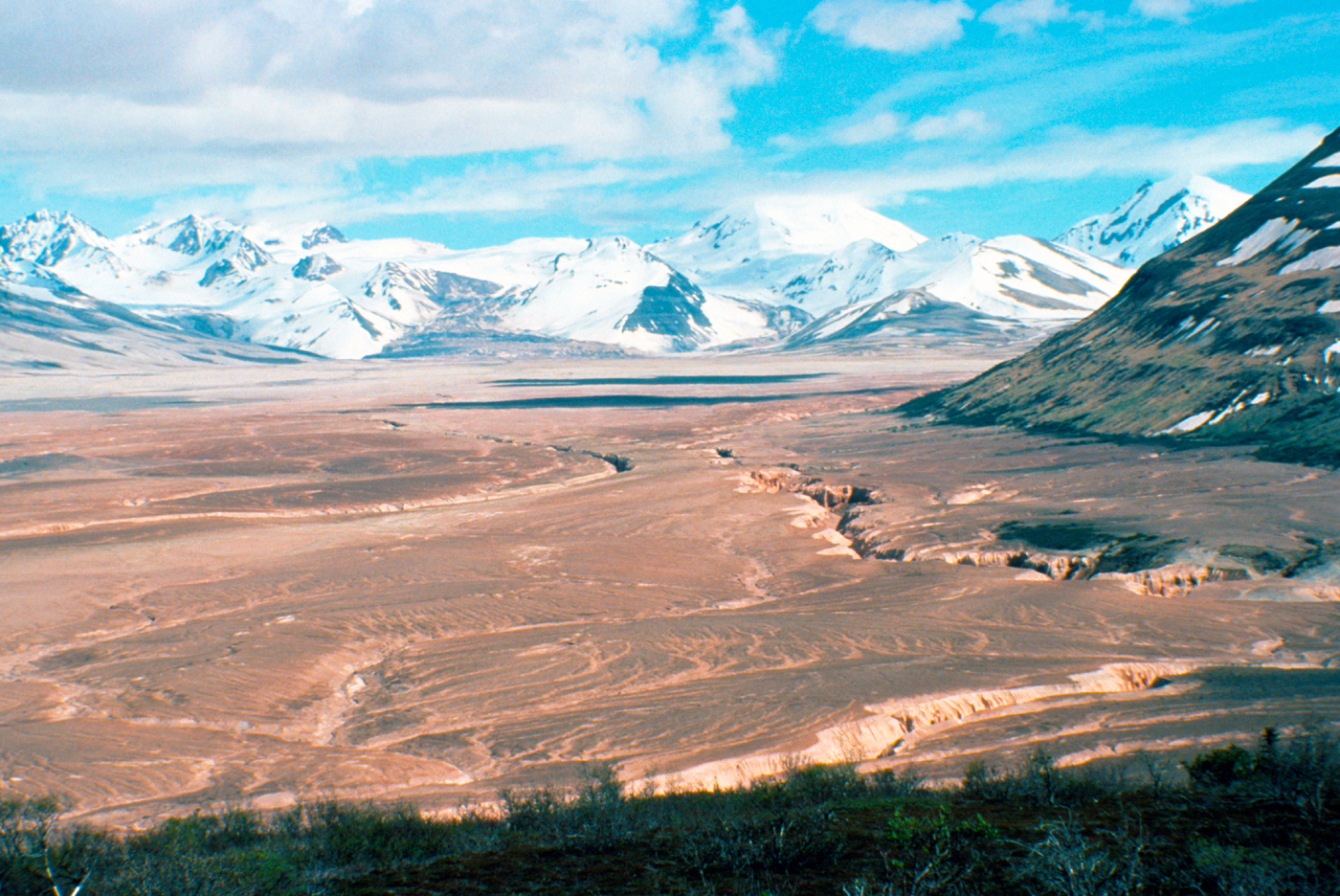
Valle de las diez mil fumarolas desde cabaña de observación

Los flujos de ceniza piroclásticos durante la erupción formaron lo que fue llamado el Valle de las diez mil fumarolas (Valley of Ten Thousand Smokes) por el botánico Robert F. Griggs, quien exploró las secuelas de la  erupción por el National Geographic Society en 1916.